# Grup acetil
Un grup acetil és un grup substituent emprat en nomenclatura de química orgànica, l'acil de l'àcid acètic, amb fórmula química {\displaystyle {\ce {-COCH3}}}. Algunes vegades s'abreuja com Ac (no s'ha de confondre amb l'element actini).
El grup acetil conté un grup metil unit per un enllaç simple a un grup carbonil. L'àtom de carboni del grup carbonil té un electró desaparellat disponible, amb el qual forma un enllaç químic a la resta R de la molècula.

El radical acetil és un component de molts compostos orgànics, incloent-hi el neurotransmissor acetilcolina, i l'acetil-CoA, l'analgèsic acetaminofèn i l'aspirina.

Alguns composts amb el grup acetil.
Acetil-CoA.
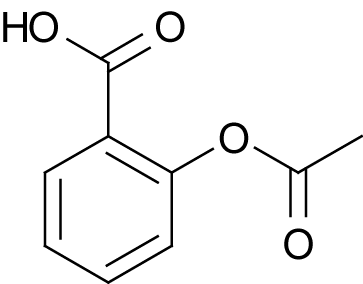
Àcid acetilsalicílic (aspirina).
Acetaminofèn (paracetamol).

## Acetilació
La introducció d'un grup acetil a una molècula es coneix com a acetilació (o etanoilació).
Els grups acetil també s'agreguen sovint a la histona i altres proteïnes modificant les seves propietats.
L'acetilació química es pot fer amb diversos mètodes sovint usant anhídrid acètic o clorur d'acetil en presència d'una base química amina terciaria o aromàtica.
Quan el grup acetil s'uneix a certes molècules orgàniques aquestes poden creuar la barrera hematoencefàlica i un medicament pot arribar al cervell més de pressa. Per exemple converteix la morfina en heroïna (diacetilmorfina).
Amb l'acetilació podria potser fer-se un medicament antiradiació.